# Modena (stad)
Modena (klemtoon op Mo) is de hoofdstad van de gelijknamige provincie Modena in Italië, gelegen in de Po-vallei. De oude universiteitsstad, vestigingsplaats van de universiteit van Modena en Reggio Emilia, is gelegen in de regio Emilia-Romagna en is van oudsher een belangrijk verkeersknooppunt in Europa. Ook was het de hoofdstad van het Hertogdom Modena en Reggio.
Modena staat bekend als belangrijk autocentrum. Veel beroemde Italiaanse automerken hebben een band met Modena, zoals Ferrari (met het Museo Enzo Ferrari), Lamborghini en Maserati. Daarnaast is Modena bekend in culinaire kringen, onder andere vanwege de balsamicoazijn uit deze streek.

## Bezienswaardigheden

### Burgerlijke architectuur
- Piazza Grande
- Stadhuis van Modena

Het stadhuis staat op de Piazza Grande. Het is eigenlijk het resultaat van verscheidene oude gebouwen die in de 17e-18e eeuw aan elkaar gevoegd werden. De oudste delen stammen uit 1046. De klokkentoren (Torre dell'Orologio) dateert uit de late 15e eeuw. Het interieur bestaat onder andere uit de Sala del Fuoco waar zich een geschilderde fries bevindt van Niccolò dell'Abbate (1546) en uit de Camerino dei Confirmati die de Secchia Rapita bewaart, een soort emmer die de glorierijke overwinning tegen Bologna in Slag van Zappolino (1325) in herinnering brengt en die een van de symbolen van de stad is.
- Het Palazzo Ducale

Dit voormalige hertogelijk paleis huisvest de zetel van de militaire academie. In dit paleis, gebouwd door Francesco I d'Este in 1634 en voltooid door Francesco V, woonden de invloedrijke hertogen van Este.
- Het Palazzo dei Musei

Dit 18e-eeuwse gebouw, het voormalige hertogelijk arsenaal, herbergt de twee belangrijkste kunstcollecties van de familie Este. Vooreerst de Galleria Estense, met werken uit de 15e-eeuwse scholen van Modena en Ferrara (Cosmé Tura), met werken van Gian Lorenzo Bernini (een marmeren buste van Francesco I d'Este), met Venetiaanse meesters zoals Tintoretto, Paolo Veronese en Bassano, met Bolognese schilders zoals Guido Reni, met Antonio da Correggio, met het portret van Francesco d'Este van Velasquez. De Galleria bevat ook een verzameling van de voor Modena zo typische terracotta beelden uit de 15e en 16e eeuw (Guido Mazzoni, Antonio Begarelli, Niccolò dell'Arca) De tweede afdeling van het Palazzo is de Bibliotheca Estense, een van de belangrijkste bibliotheken (600.000 boeken en 15.000 manuscripten) van Italië die onder andere de Bijbel van Borso d'Este (1020 verluchte bladzijden) in bezit heeft. Voorts nog het Museo Civico Archeologico Etnologico, het Museo Civico d'Arte Mediaeval, het Museo Civico del Risorgimento, het Lapidario Romano dei Musei Civici, de Graziosi gipsotheek, elk met omvangrijke kunstcollecties.
- Het Museo Enzo Ferrari, over de stichter van automerk Ferrari

### Religieuze architectuur
- De Duomo di Modena

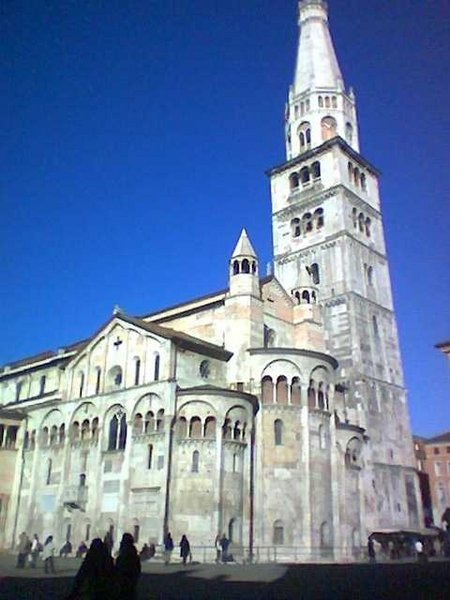
Dom

Deze kathedraal bevindt zich in het historisch centrum van Modena. De duomo is een heel belangrijk voorbeeld van de Lombardische romaanse architectuur. De bouw nam een aanvang in 1099 en werd in 1184 beëindigd. De gotische campanile (1224-1319), de Torre della Ghirlandina, is het symbool van de stad.
Belangrijke namen als de architect Lanfranco, de beeldhouwers Wiligelmo en Anselmo da Campione en diens volgelingen, de Maestri Campionesi, zijn aan de constructie en de opsmuk van de duomo verbonden.
Aan de buitenkant valt de voorgevel op die Wiligelmo rond 1099 voorzien heeft van vier grote bas-reliëfs met romaans beeldhouwwerk die de Genesis uitbeelden met onder anderen Adam en Eva, Kaïn en Abel en Noach. Deze Bijbelse taferelen, die een echte stenen bijbel vormen, worden beschouwd als een van de hoogtepunten van de romaanse beeldhouwkunst. Twee leeuwen (styloforen) die dateren uit de Romeinse tijd ondersteunen de pijlers van het middenportaal, zoals wel meer het geval is in Emilia-Romagna. Het geheel wordt door een indrukwekkend roosvenster (werk van Anselmo da Campione) gedomineerd. Aan de noordzijde bevindt zich de Porta della Pescheria. Leerlingen van Wiligelmo brachten op de deurstijlen van het portaal de cyclus van de twaalf maanden aan en op de bovenboog epische scènes uit de cyclus van koning Arthur. 
De binnenkant combineert het verticale elan van de gotiek met de soberheid en de lichtinval van de romaanse architectuur. Het schip heeft drie beuken. Hier bevindt zich een 14e-eeuwse kansel, versierd met terracottabeeldjes van Arrigo da Campione, een beeldhouwer uit de school van de Maestri Campionesi. In de rechterzijbeuk prijkt een 16e-eeuwse kerstkribbe (1527) in terracotta van de hand van Antonio Begarelli, een bekende plaatselijke beeldhouwer. Verderop zorgt het majestueuze doksaal (portile) voor de afscheiding tussen de hoofdbeuk en de crypte. Het doksaal werd opgericht ter gelegenheid van de inwijding van de kathedraal in 1184 door paus Lucius III. Het is de meest volledige getuigenis van het beeldhouwkundig genie van de Maestri Campionesi. Op de marmeren wand heeft Anselmo da Campione polychrome taferelen uit het Passieverhaal gebeeldhouwd. Aan de linkerkant van het doksaal springt de kansel vooruit, ze is voorzien van de symbolen van de evangelisten. De ranke pijlers van het doksaal rusten op styloforen en atlanten. In de crypte staat De Heilige Familie (of de Madonna della Pappa), een heel expressieve beeldengroep in polychroom terracotta vervaardigd. Guido Mazzoni, een andere bekende plaatselijke beeldhouwer, creëerde dit werk in 1480.
- Sant'Agostino

De kerk werd in de 14e eeuw gebouwd. Ze is ook bekend onder de naam Pantheon Atestinum. Ze werd uitgebreid en weelderig aangekleed naar aanleiding van de begrafenisplechtigheid van Alfonso IV d'Este in 1663. De sobere gevel contrasteert dan ook heel erg met het somptueus interieur. De sobere 14e-eeuwse structuur werd rijkelijk versierd met onder meer stucwerk en een cassettenplafond vol schilderijen. Vermeldenswaardig zijn vooral een indrukwekkende Kruisaflegging (1476) van Antonio Begarelli en de Madonna della Consolazione, een 14e-eeuws fresco van Tommaso da Modena.
- San Domenico

De eerste kerk van die naam uit 1243 moest afgebroken worden omdat ze niet op één lijn stond met het Palazzo Ducale én omdat ze er te dicht bij stond. Het hertogelijk paleis werd naast de kerk opgetrokken toen de adellijke Lombardische familie Este zich ook in Modena vestigde. De kerk werd daarna in 1707-1708 gesloopt en vervangen door het huidige kerkgebouw dat wel op één lijn staat met het paleis. Vermeldenswaardig is een 16e-eeuws terracottawerk van de hand van Antonio Begarelli dat Jezus in het huis van Martha voorstelt.
- San Pietro

Deze kerk is een mooi en zeldzaam voorbeeld van renaissance-architectuur in Modena. De bouwwerken werden in 1476 opgestart. Vermeldenswaardig zijn vooreerst de talrijke terracottawerken van Antonio Begarelli. Langsheen de hoofdbeuk staan aan weerszijden beelden van heiligen opgesteld. Achteraan rechts bevinden zich een Pietà en vooral de zogeheten Apogeo Begarelliano die de Hemelvaart van Maria voorstelt. Voorts vertoont de fries onder de kroonlijst van de voorgevel een merkwaardige en lange opeenvolging van paarden en gevleugelde saters. 
- San Francesco

De bouw van deze kerk werd in 1244 aangevangen door de Franciscanen en werd pas ruim twee eeuwen later voltooid. De kerk werd opgetrokken in gotische stijl wat vooral nog te zien is aan de gevel. In de kerk bevindt zich een Kruisaflegging (1530-1531) van Antonio Begarelli die bestaat uit 13 beelden. Deze beeldengroep wordt beschouwd als zijn belangrijkste werk.
- de Votokerk

Deze kerk bevindt zich in het centrum van Modena, in de onmiddellijke omgeving van de Duomo. Ze werd gebouwd ten gevolge van een gelofte die de stad Modena en hertog Francesco I d'Este in 1630 deden. In die tijd werd Modena getroffen door een zware pestepidemie. Indien er een eind zou komen aan de pest die soms tot tweehonderd mensenlevens per dag kostte, zou er een nieuwe kerk gebouwd worden. In 1634 namen de bouwwerken een aanvang, een indrukwekkende koepel bekroont de kerk. Vermeldenswaardig is het grote altaarstuk van Lodovico Lana die de ravages van de pest toont.
- de San Giovanni Battista

De huidige kerk dateert uit de 16e eeuw. Ze staat even buiten Modena. Hier bevindt zich de Kruisaflegging (1476), het polychroom terracottameesterwerk van Guido Mazzoni.
- Santa Maria van Pomposa

Deze kerk, ook bekend onder de naam Aedes Muratoriana, is een van de oudste kerken van Modena. Ze werd al in 1135 vermeld. Van de middeleeuwse constructie schiet er bitter weinig over, op de voorgevel kan men nog sporen zien van een romaans portaal. In de 18e eeuw werd ze bijna helemaal opnieuw gebouwd in opdracht van Ludovico Antonio Muratori, de vader van de Italiaanse geschiedschrijving die hier parochiepriester was tussen 1716 en 1750.

## Sport
Modena FC is de professionele voetbalploeg van Modena en speelt in het Stadio Alberto Braglia. Modena FC was van 2002 tot 2004 actief op het hoogste Italiaanse niveau de Serie A.

## Geboren in Modena
- Tommaso da Modena (echte naam Tommaso Barisini) (1326-1379), schilder en miniaturist
- Gabriele Falloppio (1523-1562), anatoom en bioloog
- Maria van Modena (1658-1718), koningin van Engeland, Schotland en Ierland
- Giovanni Battista Bononcini (1670-1747), barokcomponist en cellist
- Francesco III d'Este (1698-1780), hertog van Modena en Reggio
- Domenico Ponziani (1719-1798), priester en schaker
- Amilcare Paulucci (1776-1845), markies van Roncole, generaal en admiraal in drie verschillende legers
- Giovanni Battista Amici (1787-1863), astronoom
- Augusto Graziani (1865-1944), hoogleraar politieke economie
- Enrico Prampolini (1894-1956), schilder (futurisme), beeldhouwer en decorontwerper
- Enzo Ferrari (1898-1988), oprichter Ferrari
- Gabriele Amorth (1925-2016), rooms-katholiek priester en exorcist
- Sergio Sighinolfi (1925-1956), Formule 1-coureur
- Luciano Pavarotti (1935-2007), zanger (tenor)
- Mirella Freni (1935-2020), zangeres (sopraan)
- Francesco Guccini (1940), zanger (cantautore)
- Silvio Cadelo (1948), stripauteur en illustrator
- Maurizio Cheli (1959), ruimtevaarder
- Luca Cadalora (1963), motorcoureur
- Stefano Modena (1963), autocoureur
- Alessandro Puzar (1968), motorcrosser
- Maurizio Ceresoli (1983), autocoureur
- Riccardo Riccò (1983), wielrenner
- Davide Uccellari (1991), triatleet
- Valentina Gottardi (2002), beachvolleyballer